# Lepidocephalichthys thermalis
Lepidocephalichthys thermalis är en fiskart som först beskrevs av Valenciennes, 1846.  Lepidocephalichthys thermalis ingår i släktet Lepidocephalichthys och familjen nissögefiskar. IUCN kategoriserar arten globalt som livskraftig. Inga underarter finns listade i Catalogue of Life.